# Oxymacaria remotaria
Oxymacaria remotaria är en fjärilsart som beskrevs av Walker 1861. Oxymacaria remotaria ingår i släktet Oxymacaria och familjen mätare. Inga underarter finns listade i Catalogue of Life.